# Proa
|  | Per a altres significats, vegeu «Proa (desambiguació)». |

La proa és la part davantera d'un vaixell. L'altre extrem de l'embarcació s'anomena popa.
La proa està dissenyada per tal de reduir la resistència del buc tot tallant el fluid pel qual es navega. En un vaixell cal que sigui prou elevada i tenir un disseny que eviti que l'aigua la sobrepassi amb facilitat.

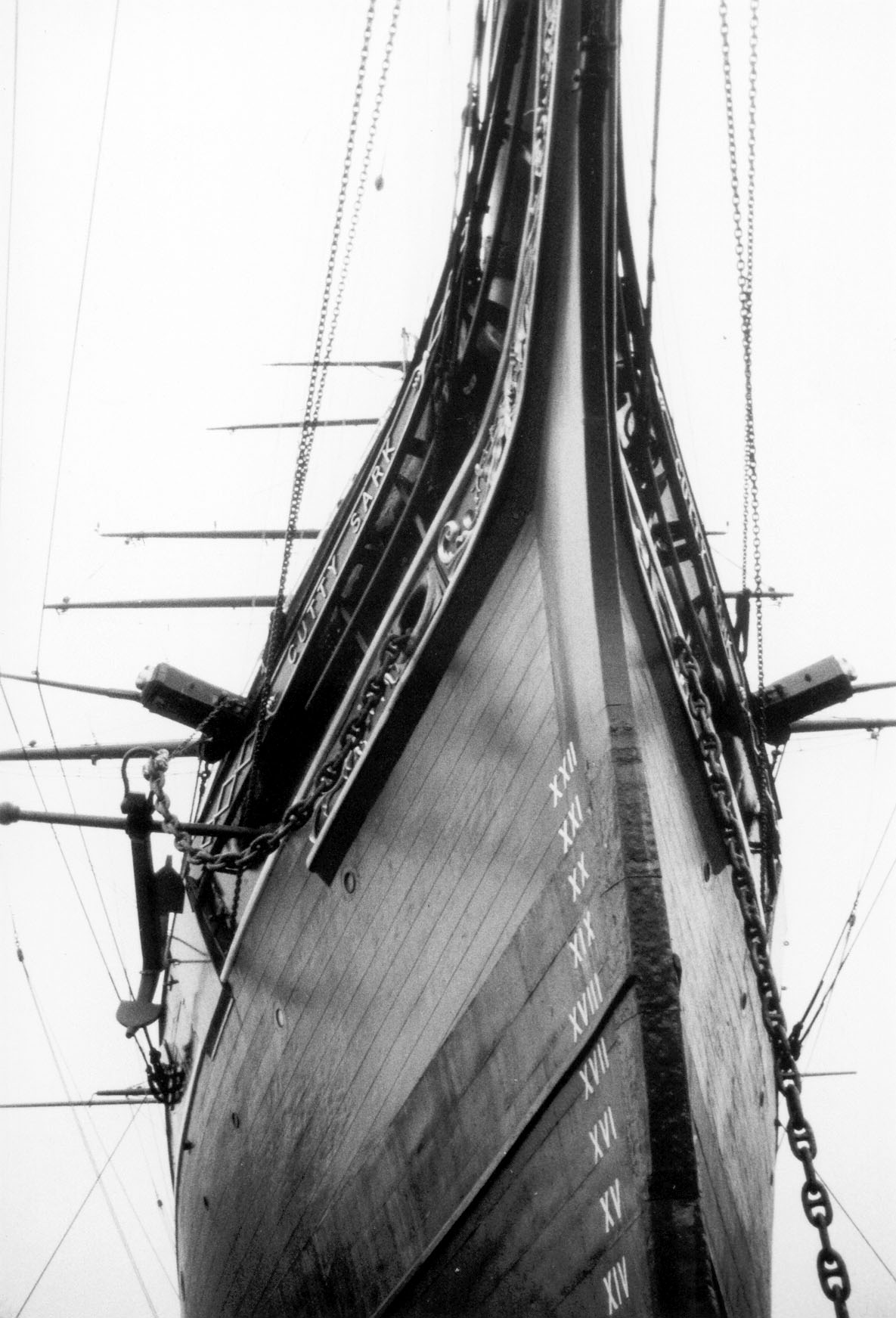
Proa del Cutty Sark
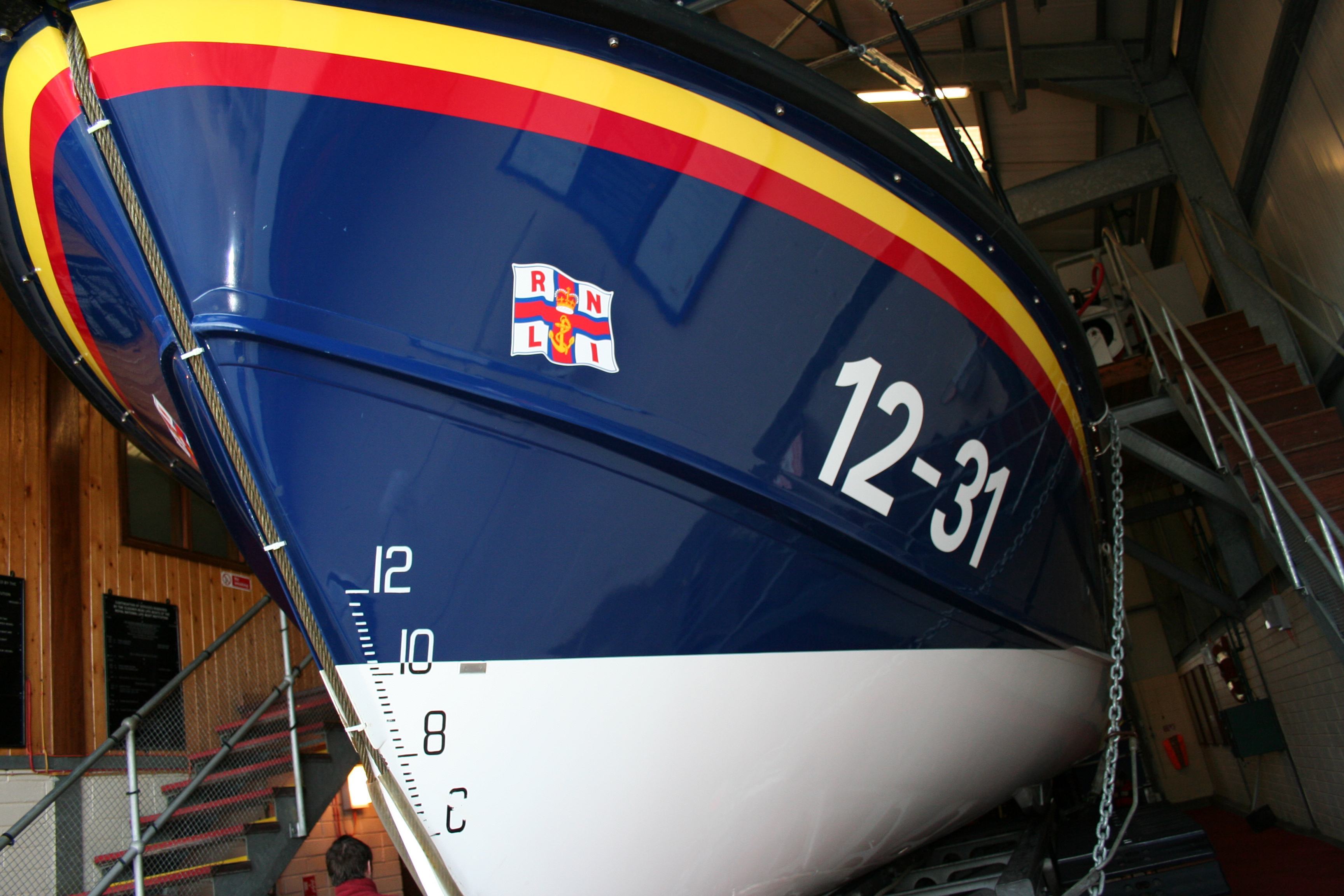
Proa del buc de salvament de Clogher Head
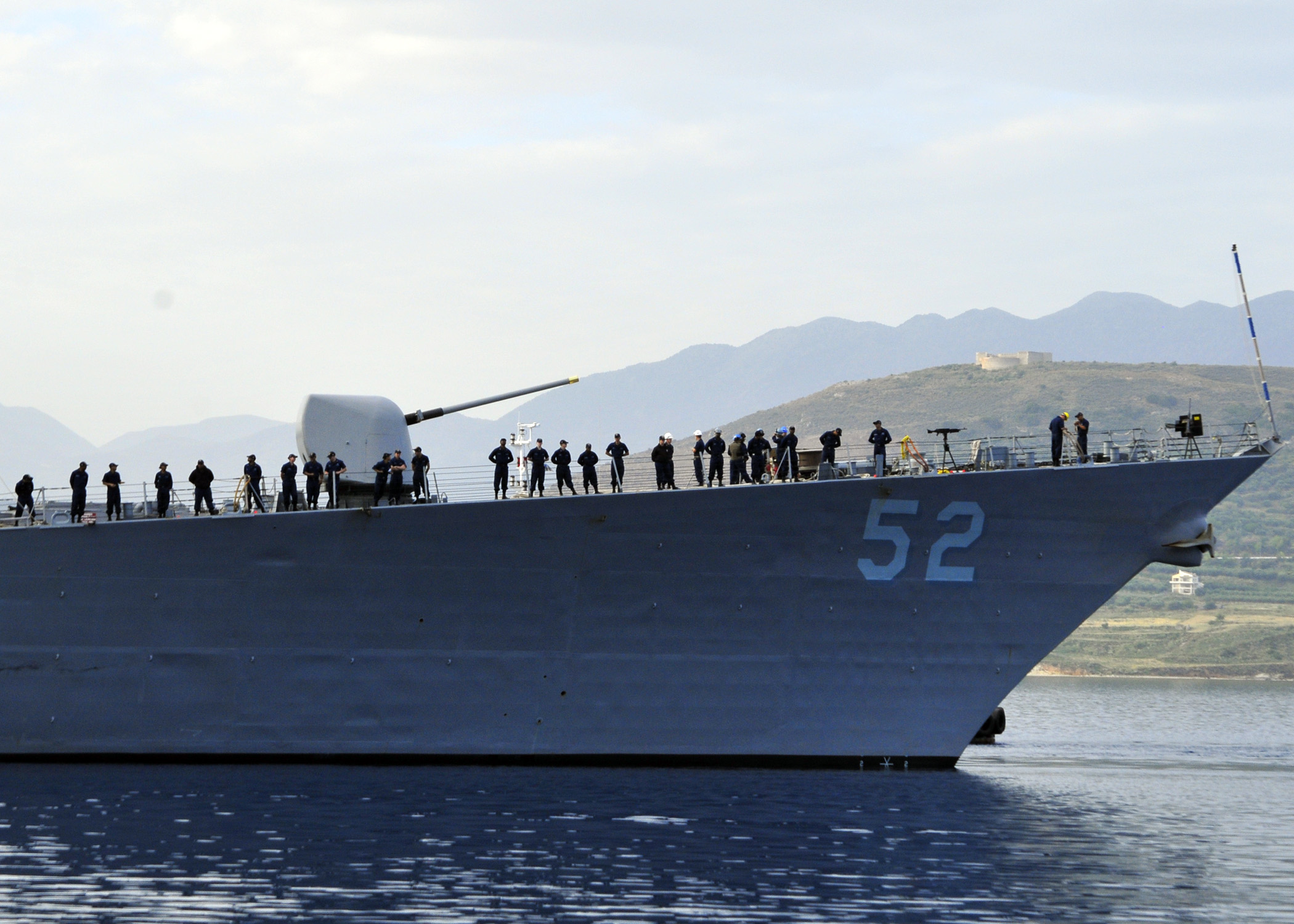
Proa del destructor USS Barry
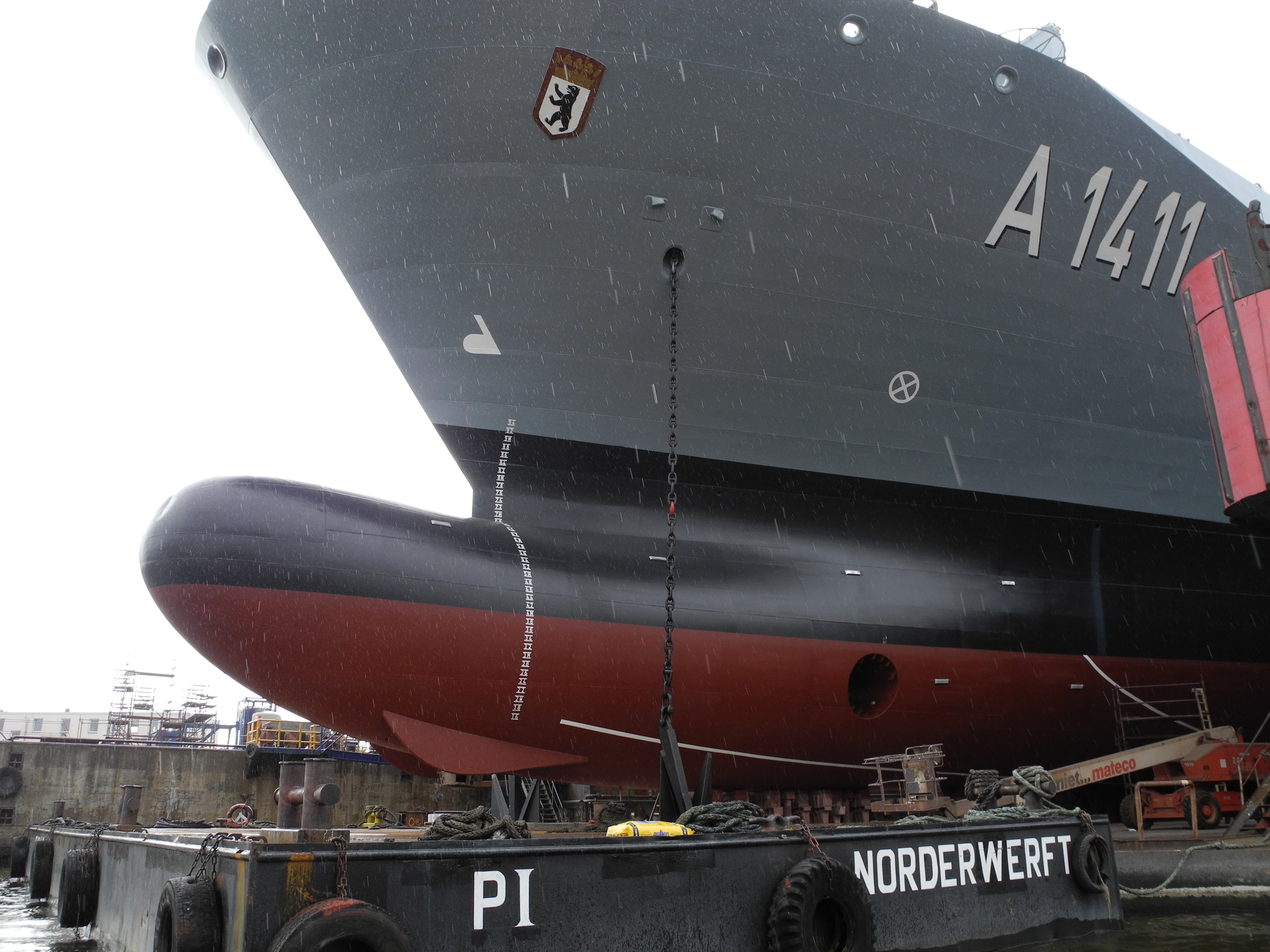
Proa de bulb del vaixell d'aprovisionament alemany Berlin A 1411
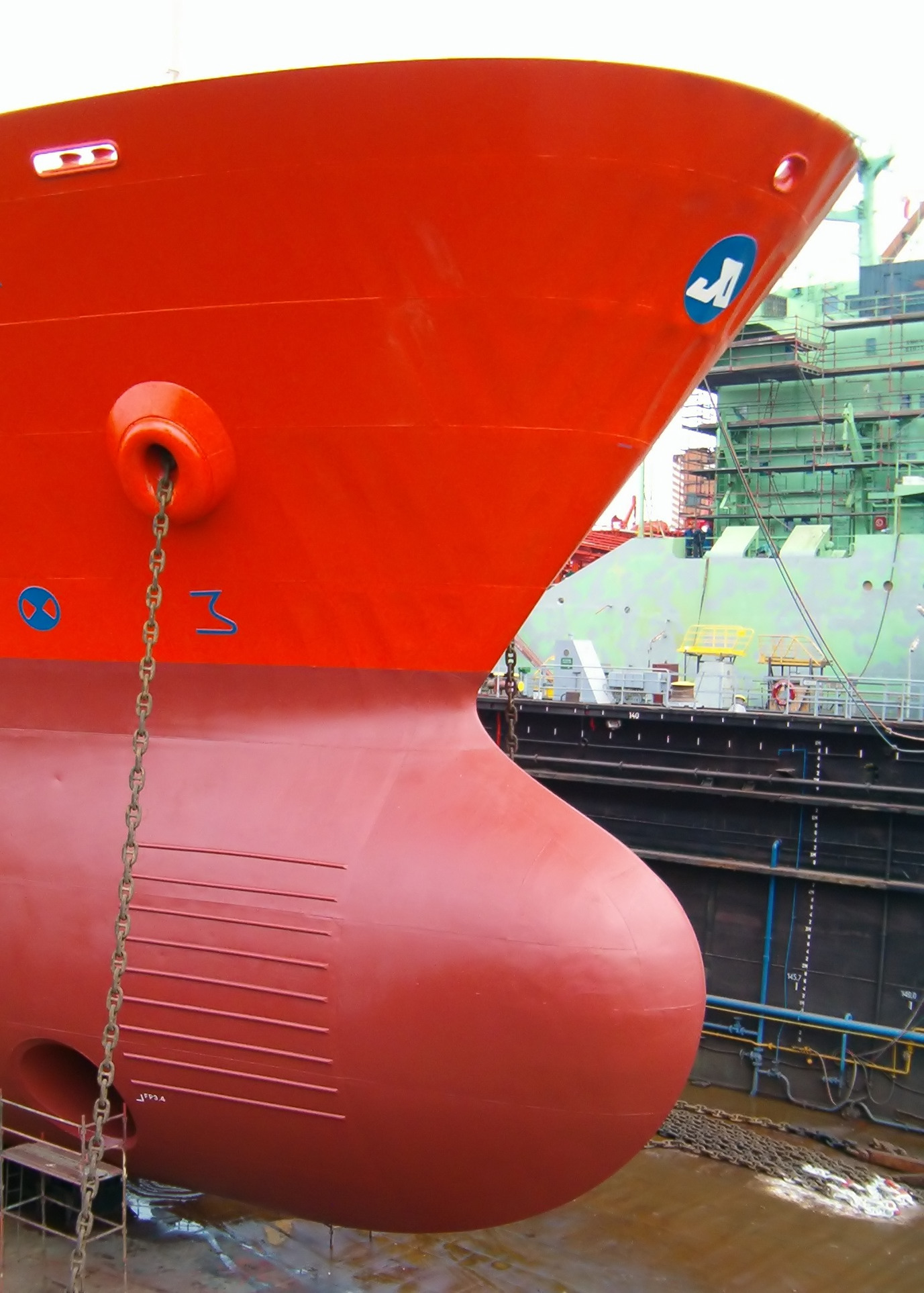
Proa de bulb d'un vaixell de càrrega polonès

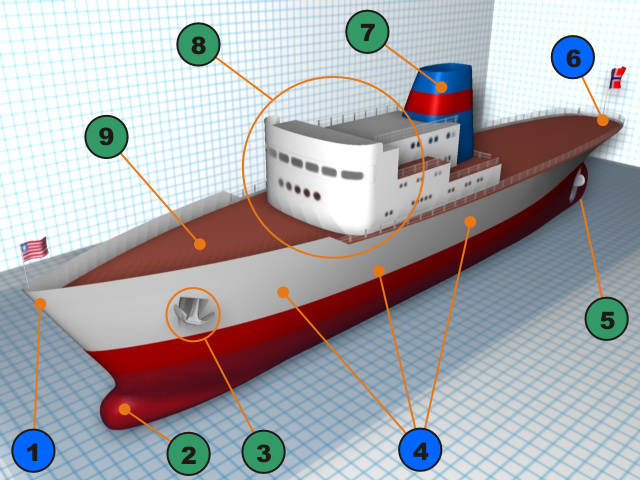
Parts bàsiques d'una embarcació. 1. Proa. 2. Bulb de proa. 3. Àncora. 4 Costat de Babord. 5. Hèlix. 6. Popa. 7. Xemeneia. 8. Superestructura. 9. Coberta.